# 贵州獐牙菜
贵州獐牙菜（学名：Swertia kouitchensis）为龙胆科獐牙菜属下的一个种。

## 扩展阅读
- 維基物種上的相關：贵州獐牙菜